# La moglie in castigo
La moglie in castigo è un film del 1943, diretto da Leo Menardi.